# Vilma Hugonnai

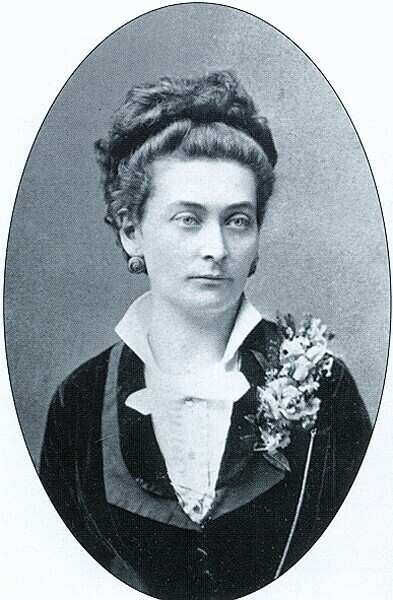
Vilma Hugonnai (um 1890)

Gräfin Vilma Hugonnai (* 30. September 1847 in Nagytétény (deutsch Großteting), Österreich-Ungarn; † 25. März 1922 in Budapest) war die erste ungarische Ärztin und eine Vorkämpferin für die Frauenrechte.

## Leben
Vilma Hugonnai war das fünfte Kind des Grafen Kálmán Hugonnai von Szent-Györgyi und dessen Ehefrau Riza Panczély. Als Mädchen konnte sie in Ungarn keine weiterführenden Schulen besuchen. Sie erhielt ihre Bildung von Hauslehrern und durch Besuch eines Instituts. Mit etwa 18 Jahren heiratete sie den Grundbesitzer György Szilassy; das Paar hatte drei Söhne.
Im Jahr 1872 gab ihr Szilassy die erforderliche Zustimmung für ein Medizinstudium an der Universität Zürich, für die Kosten und den Lebensunterhalt musste sie jedoch selbst aufkommen. Im Februar 1879 wurde Hugonnai promoviert und arbeitete an der chirurgischen Klinik der Universität und ein Jahr in einem Stiftungskrankenhaus. Als sie 1880 nach Ungarn zurückkehrte, durfte sie jedoch nicht als Ärztin praktizieren. Im März 1881 bestand sie die für das ungarische Universitätsstudium erforderliche Matura. Im Mai 1882 lehnte der Minister für Religion und Bildung die Anerkennung ihres ärztlichen Zeugnisses ab. Hugonnai absolvierte die Hebammenprüfung und arbeitete als Geburtshelferin. Nach ihrer Scheidung musste sie so für den Unterhalt ihrer Familie aufkommen.
Ihr zweiter Ehemann wurde 1887 der Hochschullehrer Vince Wartha (1844–1914; 1899–1909 Präsident der Königlich Ungarischen Gesellschaft für Naturwissenschaften). Die Tochter Vilma wurde 1888 geboren. Auf den Wunsch ihres Ehemanns gab Hugonnai die praktische Tätigkeit auf.

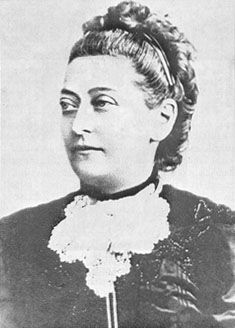
Vilma Hugonnai (1900)

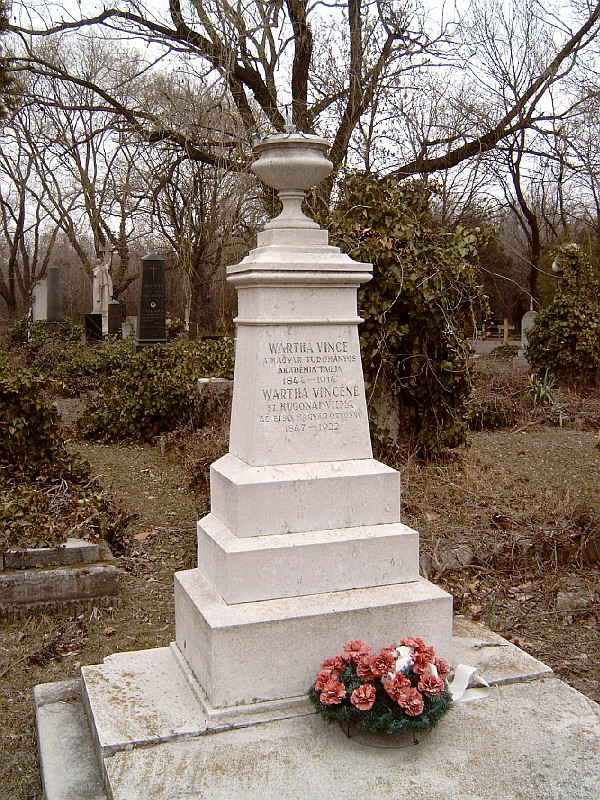
Grab von Vilma Hugonnai und Vince Wartha

Hugonnai strebte jedoch weiterhin die Anerkennung ihrer Examen an. Nachdem 1895 Frauen in Ungarn die Studienberechtigung erteilt wurde, erhielt sie im Mai 1897 ihre Approbation als Ärztin. Bis 1913 durften Ärztinnen in Ungarn allerdings nur „unter Aufsicht“ eines männlichen Kollegen arbeiten. Im Alter von 67 Jahren absolvierte Hugonnai im August 1914 eine militärärztliche Ausbildung und arbeitete als Chefärztin (Chefesse) am Kriegsspital in der Technischen Hochschule. Am erhielt ein Jahr später eine Kriegsdenkmedaille. Ein Jahr später wurde Frau Vinzenz Wartha geb. Gräfin Dr. Hugonnay mit der Verleihung des Ehrenzeichens 2ter. Klasse vom Roten Kreuz mit der Kriegsdekoration ausgezeichnet.
Vilma Hugonnai starb am 25. März 1922 im Alter von 74 Jahren. Ihr Grab befindet sich auf dem Friedhof Kerepesi (Kerepesi temető) in Budapest.

## Ehrungen und Rezeption
Nach Hugonnai wurden Schulen benannt, es gibt Denkmale und eine Plakette an ihren letzten Domizil in Budapest (VIII., Bíró Lajos utca 41).

## Schriften
- Das erste Hundert Croup-Operationen in Zürich ein Beitrag zur Statistik.
- A nők munkaköre.
- A nő mint háziorvos az egészség ápolásának kézikönyve. Übersetzung von: Anna Fischer-Dückelmann: Die Frau als Hausärztin.
- A nőmozgalom Magyarországon.
- A szaglás az egészség őre.
- A ʺMűvelt Nők Otthonaʺ jótékony egyesület története.
- Egészségtani előadások nők számára.
- Új tetűírtó eljárás.